# DeQuan Jones
 DeQuan Jones (ur. 20 czerwca 1990 w Stone Mountain) – amerykański koszykarz, występujący na pozycjach rzucającego obrońcy oraz skrzydłowego, obecnie zawodnik Pallacanestro Trieste.
7 września 2017 został zawodnikiem Indiany Pacers. 14 października został zwolniony.
31 lipca 2018 został zawodnikiem Hapoelu Holon.

## Osiągnięcia
Stan na 16 sierpnia 2019, na podstawie, o ile nie znaleziono inaczej.
NCAA
- Uczestnik konkursu wsadów NCAA (2012)[5]

Drużynowe
- Brąz ligi izraelskiej (2019)
- Uczestnik rozgrywek Eurocup (2015)

Indywidualne
- Laureat nagrody - Największy Postęp G-League (2018)
- Zwycięzca konkursu wsadów G-League (2018)
- Uczestnik:
  - meczu gwiazd ligi włoskiej (2015)[6]
  - konkursu wsadów ligi włoskiej (2015)[6]